# Eulersche Betafunktion

Betafunktion. Die positiven Realteile von x und y liegen in der Ebene

Die Eulersche Betafunktion, auch Eulersches Integral 1. Art (nach Leonhard Euler) ist eine spezielle Funktion zweier komplexer Zahlen, die mit {\displaystyle \mathrm {B} } bezeichnet wird. Ihre Integraldarstellung lautet:
{\displaystyle \mathrm {B} (x,y)=\int _{0}^{1}t^{x-1}(1-t)^{y-1}\mathrm {d} t,}
wobei {\displaystyle x} und {\displaystyle y} einen positiven Realteil haben müssen. Die Betafunktion tritt unter anderem bei der Betaverteilung auf und ist eng mit der Eulerschen Gammafunktion {\displaystyle \Gamma } verwandt. Es gilt folgende Identität:
{\displaystyle \mathrm {B} (x,y)={\frac {\Gamma (x)\cdot \Gamma (y)}{\Gamma (x+y)}}.}

## Transformationen
Mithilfe von Koordinatentransformationen lässt sich die Integraldarstellung verändern und die Identität nachweisen. So gilt mit den Substitutionen {\displaystyle u={\tfrac {t}{1-t}}} und {\displaystyle v=\arcsin {\sqrt {t}}}:
{\displaystyle \mathrm {B} (x,y)=\int _{0}^{1}t^{x-1}(1-t)^{y-1}\mathrm {d} t=\int _{0}^{\infty }{\frac {u^{x-1}\mathrm {d} u}{{(1+u)}^{x+y}}}=2\int _{0}^{\frac {\pi }{2}}(\sin v)^{2x-1}(\cos v)^{2y-1}\mathrm {d} v.}
Zum Nachweis der Identität kann das Produkt {\displaystyle \Gamma (x)\cdot \Gamma (y)} umgeformt werden:
{\displaystyle \Gamma (x)\cdot \Gamma (y)=\int _{0}^{\infty }e^{-u}u^{x-1}\mathrm {d} u\cdot \int _{0}^{\infty }e^{-v}v^{y-1}\mathrm {d} v=\int _{0}^{\infty }\int _{0}^{\infty }e^{-u-v}u^{x-1}v^{y-1}\mathrm {d} u\,\mathrm {d} v.}
Mit {\displaystyle u=zt} und {\displaystyle v=z(1-t)} folgt aus dem Transformationssatz:
{\displaystyle \int _{0}^{\infty }\int _{0}^{\infty }e^{-u-v}u^{x-1}v^{y-1}\mathrm {d} u\,\mathrm {d} v=\int _{0}^{\infty }\int _{0}^{1}e^{-z}(zt)^{x-1}(z(1-t))^{y-1}z\,\mathrm {d} t\,\mathrm {d} z.}
Somit gilt:
{\displaystyle \Gamma (x)\cdot \Gamma (y)=\int _{0}^{1}t^{x-1}(1-t)^{y-1}\mathrm {d} t\cdot \int _{0}^{\infty }e^{-z}z^{x+y-1}\mathrm {d} z=\mathrm {B} (x,y)\cdot \Gamma (x+y).}

## Darstellungen
Die Betafunktion hat viele weitere Darstellungen. Bei den Integraldarstellungen muss der Realteil von {\displaystyle x} und {\displaystyle y} positiv sein:
{\displaystyle \mathrm {B} (x,y)=\int _{0}^{\infty }{\frac {t^{x-1}\mathrm {d} t}{(1+t)^{x+y}}},}
{\displaystyle \mathrm {B} (x,y)=2\int _{0}^{\frac {\pi }{2}}(\sin t)^{2x-1}(\cos t)^{2y-1}\mathrm {d} t,}
{\displaystyle \mathrm {B} (x,y)=\sum _{n=0}^{\infty }{\frac {n-y \choose n}{x+n}},}
{\displaystyle \mathrm {B} (x,y)={\frac {x+y}{xy}}\prod _{n=1}^{\infty }\left(1+{\frac {xy}{n(x+y+n)}}\right)^{-1},}
{\displaystyle \mathrm {B} (x,y)\cdot \mathrm {B} (x+y,1-y)={\frac {\pi }{x\sin(\pi y)}},}
{\displaystyle \mathrm {B} (x,y)={\frac {1}{y}}\sum _{n=0}^{\infty }(-1)^{n}{\frac {y^{n+1}}{n!(x+n)}}.}
Die Betafunktion kann zur Definition der Binomialkoeffizienten verwendet werden:
{\displaystyle {n \choose k}={\frac {1}{(n+1)\mathrm {B} (n-k+1,k+1)}}.}
Mithilfe der Gammafunktion ergibt sich für positive ganzzahlige {\displaystyle x} und {\displaystyle y}:
{\displaystyle \mathrm {B} (x,y)={\frac {(x-1)!(y-1)!}{(x+y-1)!}}.}

## Eigenschaften
- Bei festem {\displaystyle x} (bzw. {\displaystyle y}) ist {\displaystyle \mathrm {B} } eine meromorphe Funktion von {\displaystyle y} (bzw. {\displaystyle x}), und es gilt die Symmetrierelation {\displaystyle \mathrm {B} (x,y)=\mathrm {B} (y,x)}.

- Die analytische Fortsetzung der Betafunktion hat Polstellen genau bei {\displaystyle x=k} und {\displaystyle y=k} für ganze Zahlen {\displaystyle k\leq 0}.

- Theodor Schneider zeigte 1940, dass die Zahl {\displaystyle \mathrm {B} (x,y)} für alle positiven rationalen, nicht ganzzahligen {\displaystyle x} und {\displaystyle y} transzendent ist.[3]

- Die Ableitung lässt sich mithilfe der Digamma-Funktion {\displaystyle \psi } wie folgt darstellen:

{\displaystyle {\frac {\partial }{\partial x}}\mathrm {B} (x,y)=\mathrm {B} (x,y)\cdot \left({\frac {\Gamma '(x)}{\Gamma (x)}}-{\frac {\Gamma '(x+y)}{\Gamma (x+y)}}\right)=\mathrm {B} (x,y)\cdot (\psi (x)-\psi (x+y)).}

## Funktionswerte
Aus der Eulerschen Formel des Ergänzungssatzes ergibt sich für {\displaystyle 0<x<1} folgende Formel:
{\displaystyle \mathrm {B} (x,1-x)={\frac {\pi }{\sin(\pi x)}}.}
Viele Beta-Funktionswerte für rationale Zahlenpaare sind mit vollständigen elliptischen Integralen erster Art darstellbar:
{\displaystyle \mathrm {B} ({\tfrac {1}{3}},{\tfrac {1}{3}})=2{\sqrt[{3}]{2}}{\sqrt[{4}]{3}}\cdot K({\tfrac {1}{4}}({\sqrt {6}}-{\sqrt {2}}))}
{\displaystyle \mathrm {B} ({\tfrac {1}{4}},{\tfrac {1}{2}})=2{\sqrt {2}}\cdot K({\tfrac {1}{2}}{\sqrt {2}})}
{\displaystyle \mathrm {B} ({\tfrac {1}{7}},{\tfrac {2}{7}})=4{\sqrt[{4}]{7}}\cos({\tfrac {\pi }{14}})\cdot K({\tfrac {1}{8}}(3{\sqrt {2}}-{\sqrt {14}}))}
{\displaystyle \mathrm {B} ({\tfrac {3}{8}},{\tfrac {3}{8}})=4{\sqrt[{4}]{8}}({\sqrt {2}}-1)\cdot K({\sqrt {2}}-1)}
{\displaystyle \mathrm {B} ({\tfrac {2}{15}},{\tfrac {8}{15}})={\sqrt[{4}]{3^{3}}}{\sqrt[{12}]{5^{5}}}({\sqrt {5}}-1)\cdot K({\tfrac {1}{16}}({\sqrt {10}}-{\sqrt {6}})(3-{\sqrt {5}})(2-{\sqrt {3}}))}
Die vollständigen elliptischen Integrale von Lambda-Stern-Werten positiver rationaler Zahlen werden im deutschen Sprachraum singuläre elliptische Integralwerte und im englischen Sprachraum elliptic integral singular values genannt.